# Memòries d'un zombi adolescent
Memòries d'un zombi adolescent (títol original en anglès Warm Bodies) és una pel·lícula estatunidenca del 2013 de comèdia zombie de romanç paranormal basada en la novel·la del mateix nom d'Isaac Marion. Va ser dirigida i escrita per Jonathan Levine, i apareixen les estrelles de cinema Nicholas Hoult, Teresa Palmer i Analeigh Tipton. Ha estat doblada al català.
La pel·lícula se centra en el desenvolupament de la relació entre Julie (Palmer), una noia, i "R" (Hoult), un zombie, i com es desenvolupa el seu romanç eventual. La pel·lícula es caracteritza per mostrar les característiques humanes de personatges zombies, i per ser explicada des d'una perspectiva zombie.

## Argument
Després d'una apocalipsi zombi, R, un zombi, passa els seus dies passejant per l'aeroport, que ara està ple d'hordes dels seus companys morts vivents, incloent-hi al seu millor amic M. R i M aconsegueixen una comunicació rudimentària amb grunyits i gemecs i mig-paraules ocasionals. Com un zombi, R anhela constantment carn humana, especialment el cervell, ja que és capaç de "sentir-se viu" a través dels records de les víctimes que experimenta quan se'ls menja. Mentre que R i un grup de zombies estan a la caça dels aliments, es troben amb Julie Grigio i un grup dels seus amics, que van ser enviats pel pare de Julie des d'un enclavament humà fortificat, emmurallat en una ciutat propera per recuperar els subministraments mèdics d'edificis abandonats. R veu a Julie i es dibuixa a ella. Després de rebre un tret al pit pel xicot de Julie, Perry, R el mata, mentre que Julie es distreu, i es menja el seu cervell, donant a R els seus pensaments i records, el que fa la seva atracció per Julie encara més forta. Ell rescata a Julie de la resta del grup i la porta a un avió a l'aeroport per mantenir-la fora de perill. Els dos bons, provocant R per començar a poc a poc per arribar a la vida. Després d'uns dies, Julie s'inquieta i tracta diversos cops per tornar a casa, però, atrau hordes de zombis cada vegada, requerint a R per rescatar-la. Després de defensar-la d'un grup de zombis, com M, que està confós per les accions de R, R decideix que és hora que ella torni a l'enclavament humà.
En el camí, R revela a Julie que ell va ser el que va matar a Perry, que li demana que ella l'abandona i torna sol a l'enclavament humà. R comença a fer el seu camí de tornada a l'aeroport, amb el cor trencat. Després veu que M i altres zombis també estan començant a donar senyals de vida, de manera que tots ells són objectius per als Boneys - zombis esquelètics que, havent perdut tot rastre de la seva humanitat, han vessat la seva carn i aprofitar-se de qualsevol cosa amb un batec del cor. R i M lideren un grup en l'enclavament humà, on R es cola dins de la paret. Allà es troba amb Julie i compleix amb la seva amiga Nora, que se sorprèn al principi. Quan R revela que els altres cadàvers han estat venint a la vida, tots tres van tractar de dir-li al coronel Grigio, el pare de Julie i líder dels supervivents. Coronel Grigio, però, es nega a creure que els cadàvers poden canviar i amenaça a matar R, detenint-se només quan Nora treu una pistola. Julie i R escapen a un estadi de beisbol, on la resta del grup de R està esperant, però es troben sota l'atac d'una horda de Boneys.
Mentre que M i la seva colla de zombies fan guàrdia contra els Boneys, Julie i R intenten marxar, però es troben atrapats. Prenent l'única via d'escapament, R salta amb Julie en una piscina molt poc fonda, protegint-la dels efectes. Després de Julie es tira amb R des del fons de la piscina, es besen apassionadament - causant R sigui plenament restablert. El Coronel Grigio els troba poc després, disparant R a l'espatlla i sense previ avís, i quan R sagna, és finalment convençut que ha tornat a la vida. Els éssers humans i els zombis combinen les seves forces i maten la majoria dels Boneys mentre que la resta moren, i els zombies s'assimilen a poc a poc en la societat humana. La pel·lícula acaba amb un R ja plenament viu i Julie veient una paret en ser demolida que envolta la ciutat, el que significa el final de l'apocalipsi.

## Repartiment
- Nicholas Hoult com a R
- Teresa Palmer com a Julie Grigio
- Rob Corddry com a M / Marcus, un amic de R
- Dave Franco com a Perry Kelvin, el xicot de la Julie
- Analeigh Tipton com a Nora, una amiga de Julie
- Cory Hardrict com a Kevin
- John Malkovich com a Coronel Grigio, el pare de la Julie i líder dels supervivents humans

## Producció
L'actor Nicholas Hoult actua com el zombi R en el llargmetratge, escrit i dirigit per Jonathan Levine. La pel·lícula també és protagonitzada per Teresa Palmer com a Julie Grigio, Rob Corddry com a M, i John Malkovich com a Coronel Grigio. També apareixen Dave Franco, Analeigh Tipton, i Cory Hardrict.
L'estudi Summit Entertainment va donar suport a la pel·lícula, que va ser produïda per Bruna Papanadrea, David Hoberman, i Todd Lieberman i els productors executius Laurie Webb i Cori Shepherd Stern. Els zombis amb prou feines poden parlar en la pel·lícula, per tant es va utilitzar les veus en off de manera generalitzada per expressar els seus pensaments.
Levine va dir que tot i que aquesta és una història d'amor que involucra zombis, espera que la gent no tracti de situar la pel·lícula en una sola categoria, ja que els entusiastes del zombi estarien oberts a un nou gir en el gènere. "Crec que aquesta pel·lícula té la mitologia en una direcció diferent, i crec que hi ha molt allà per als fans acèrrims de zombies," segons va explicar. "Estem animant a la gent a ser de ment oberta, ja que no pren algunes llibertats amb la mitologia, però al mateix temps, està molt arrelat en la ciència de zombie-isme i la utilitza com a punt de partida per a una història més fantàstica. Pot ser divisiva, però crec que hi ha molt més enllà per als fans de zombies si són de ment oberta fixant-se en aquesta pel·lícula, i espero que sigui així." L'actora Palmer va dir, "Per a mi, el nucli de la història és que l'amor es respira de nou vida a les persones. Aquesta connexió humana ens salva. Les persones que tenien llum es van apagar en el seu interior, però quan s'enamoren es posen més brillants."
Warm Bodies va començar-se a rodar a Mont-real (Quebec) en setembre de 2011 amb les seves escenes d'aeroport gravades a l'Aeroport Internacional Montreal-Mirabel.
Levine va declarar a USA Today que R intenta "de fer un munt de coses per a diferents graus d'èxit. Conduir, per exemple. Diguem que la seva coordinació ull-mà no és el que ha de ser." Hoult i altres actors zombies van practicar amb artistes de circ per assolir els moviments corporals adequats. Segons Hoult, "Hi va haver alguns dies amb la gent del Cirque du Soleil i ens agradaria treure'ns les sabates en un estudi de ball i fer que els nostres cossos se sentin molt pesats. És una d'aquelles coses en què dona molt a pensar, però només cal provar-ho i veure que funciona. Llavors Jonathan [Levine] diria que qualsevol 'molt o poc menys', que no volíem anar a la part superior amb ella." Hoult va dir en un altre crític que "va dibuixar una gran part de la seva inspiració de Edward Scissorhands de Tim Burton," dient que pensava que la pel·lícula "com una pel·lícula de zombis, si ho era o no. A causa que havia de sentir pena per Edward ... Jo estava pensant en Edward quan ho vaig fer R."

## Llançament
Warm Bodies va ser publicat el 31 de gener de 2013 a les Filipines, Grècia, i Rússia. Va ser llançat l'1 de febrer de 2013 als Estats Units i el 8 de febrer de 2013 en el Regne Unit. En el seu primer cap de setmana va recaptar 20,3 milions $. Es va recollir a les taquilles uns 66,4 milions $ entre els EUA i uns 50,6 milions $ d'addcionals a la resta del món.

## Rebuda crítica
La pel·lícula ha rebut crítiques positives en Rotten Tomatoes, que li va atorgar una puntuació del 79% basat en 147 crítiques amb una qualificació mitjana de 6.7/10, dient: "Warm Bodies ofereix un gir dolç i ben actuat en un gènere en el qual sovint els seus protagonistes tenen mort cerebral".Metacritic li va atorgar una qualificació de 58/100, basat en 37 comentaris, indicant opinions de "mixtes a mitjana".
Richard Larson, de Slant Magazine, va dir: "La ubiqüitat de la plantilla original de Shakespeare permet a Warm Bodies cert marge de maniobra en termes de credibilitat, on en cas contrari, de vegades va en contra de la seva pròpia lògica. Però l'encant persistent de la pel·lícula ens anima a mirar més enllà d'unes poques ferides superficials supurants i veure l'interior del cor humà bategant, que és realment el que és l'amor" i atorga a la pel·lícula 3 de 4 estrelles. Richard Roeper del Chicago Sun-Times considera a la pel·lícula com "una història d'amor post-apocalíptica amb bon ritme i ben dirigida, amb gran sentit de l'humor i la força per ser descaradament romàntica i optimista sense demanar disculpes", també va agregar que la pel·lícula "no és perfecta. És una llàstima que els Esquelètics siguin creacions mediocres dels efectes especials que porten un ritme desigual... Però aquests són inconvenients menors..."
Mary Pols de la revista Time la va anomenar "una encantadora inventiva que visita tots els escenaris típics de pel·lícules d'amor jove enmig del caos i el desastre... Hi ha tantes línies enginyoses i trossets de comèdia física que val la pena revisar que em sembla que la pel·lícula podria convertir-se en un clàssic de culte".  Digital Spy li va donar 3 de 5 estrelles i la va anomenar "una veritable i inexpresiva comèdia romàntica" i "una reinvenció enginyosa del gènere com abans ho va ser Shaun of the Dead, traçant paral·lels entre l'apatia de la joventut i les masses de zombis", i va agregar: "Hoult arriba a oferir una veu en off perversament seca".
Chris Packham de The Village Voice, va dir en una crítica negativa, que "les intencions de la pel·lícula són massa bones per al seu propi bé, produint romanç sense vessament de sang i carnisseria vergonyosament sense sang. Ningú besa a ningú més fins que s'aclareixi que ambdues parts tenen polsos, i tothom es queda amb tots els seus membres". Michael O'Sullivan va dir en la seva ressenya d'una estrella i mitja en The Washington Post que la pel·lícula és "bufona sense ser especialment intel·ligent, és tan pàl·lida com el seu antiheroi zombi... És menys divertida i conscient de si mateix que Shaun of the Dead, menys romàntica que Crepuscle i menys aterridora que gairebé qualsevol altra cosa per aquí amb zombis".

## Mitjans domèstics
El DVD i Blu-ray oficial van ser publicats a l'Amèrica del Nord el 4 de juny de 2013.

## Premis i nominacions
| Premi              | Categoria                   | Nominació      | Resultat  |
| ------------------ | --------------------------- | -------------- | --------- |
| Teen Choice Awards | Choice Movie: Comèdia       |                | Nominat   |
| Teen Choice Awards | Choice Movie: Romanç        |                | Nominat   |
| Teen Choice Awards | Choice Movie Actor: Comèdia | Nicholas Hoult | Nominat   |
| Teen Choice Awards | Choice Movie Actor: Romanç  | Nicholas Hoult | Nominat   |
| Teen Choice Awards | Choice Movie Breakout       | Nicholas Hoult | Guanyador |